# Ökölvívás az 1936. évi nyári olimpiai játékokon
Az 1936. évi nyári olimpiai játékokon az ökölvívásban nyolc súlycsoportban avattak olimpiai bajnokot. A legtechnikásabb ökölvívónak kiosztott Val Barker-díjat az amerikai Louis Laurie kapta.

## Éremtáblázat
(Magyarország és a rendező ország csapata eltérő háttérszínnel, az egyes számoszlopok legmagasabb értéke illetve értékei vastagítással kiemelve.)
| Az 1936. évi nyári olimpiai játékok éremtáblázata ökölvívásban | Az 1936. évi nyári olimpiai játékok éremtáblázata ökölvívásban | Az 1936. évi nyári olimpiai játékok éremtáblázata ökölvívásban | Az 1936. évi nyári olimpiai játékok éremtáblázata ökölvívásban | Az 1936. évi nyári olimpiai játékok éremtáblázata ökölvívásban | Olimpia  |
| -------------------------------------------------------------- | -------------------------------------------------------------- | -------------------------------------------------------------- | -------------------------------------------------------------- | -------------------------------------------------------------- | -------- |
|                                                                | Ország                                                         | Arany                                                          | Ezüst                                                          | Bronz                                                          | Összesen |
| 1.                                                             | Németország (GER)                                              | 2                                                              | 2                                                              | 1                                                              | 5        |
| 2.                                                             | Franciaország (FRA)                                            | 2                                                              | 0                                                              | 0                                                              | 2        |
| 3.                                                             | Argentína (ARG)                                                | 1                                                              | 1                                                              | 2                                                              | 4        |
| 4.                                                             | Olaszország (ITA)                                              | 1                                                              | 1                                                              | 0                                                              | 2        |
| 5.                                                             | Finnország (FIN)                                               | 1                                                              | 0                                                              | 0                                                              | 1        |
| 5.                                                             | Magyarország (HUN)                                             | 1                                                              | 0                                                              | 0                                                              | 1        |
|                                                                |                                                                |                                                                |                                                                |                                                                |          |
| 7.                                                             | Egyesült Államok (USA)                                         | 0                                                              | 1                                                              | 1                                                              | 2        |
| 7.                                                             | Norvégia (NOR)                                                 | 0                                                              | 1                                                              | 1                                                              | 2        |
| 9.                                                             | Dél-afrikai Unió (RSA)                                         | 0                                                              | 1                                                              | 0                                                              | 1        |
| 9.                                                             | Észtország (EST)                                               | 0                                                              | 1                                                              | 0                                                              | 1        |
|                                                                |                                                                |                                                                |                                                                |                                                                |          |
| 11.                                                            | Dánia (DEN)                                                    | 0                                                              | 0                                                              | 1                                                              | 1        |
| 11.                                                            | Mexikó (MEX)                                                   | 0                                                              | 0                                                              | 1                                                              | 1        |
| 11.                                                            | Svédország (SWE)                                               | 0                                                              | 0                                                              | 1                                                              | 1        |
|                                                                |                                                                |                                                                |                                                                |                                                                |          |
| Összesen                                                       | Összesen                                                       | 8                                                              | 8                                                              | 8                                                              | 24       |

## Érmesek
| Az 1936. évi nyári olimpiai játékok érmesei ökölvívásban |                                      |                                            |                                        |
| Versenyszám                                              | Arany                                | Ezüst                                      | Bronz                                  |
| Nehézsúly                                                | Herbert Runge · Németország (GER)    | Guillermo Lovell · Argentína (ARG)         | Erling Nilsen · Norvégia (NOR)         |
| Félnehézsúly                                             | Roger Michelot · Franciaország (FRA) | Richard Vogt · Németország (GER)           | Francisco Risiglione · Argentína (ARG) |
| Középsúly                                                | Jean Despeaux · Franciaország (FRA)  | Henry Tiller · Norvégia (NOR)              | Raúl Villarreal · Argentína (ARG)      |
| Váltósúly                                                | Sten Suvio · Finnország (FIN)        | Michael Murach · Németország (GER)         | Gerhard Pedersen · Dánia (DEN)         |
| Könnyűsúly                                               | Harangi Imre · Magyarország (HUN)    | Nikolai Stepulov · Észtország (EST)        | Erik Ågren · Svédország (SWE)          |
| Pehelysúly                                               | Oscar Casanovas · Argentína (ARG)    | Charles Catterall · Dél-afrikai Unió (RSA) | Josef Miner · Németország (GER)        |
| Harmatsúly                                               | Ulderico Sergo · Olaszország (ITA)   | Jack Wilson · Egyesült Államok (USA)       | Fidel Ortíz · Mexikó (MEX)             |
| Légsúly                                                  | Willy Kaiser · Németország (GER)     | Gavino Matta · Olaszország (ITA)           | Louis Laurie · Egyesült Államok (USA)  |